# Замбалес
Замбалес (пам.: Lalawigan ning Zambales; панґ.: Luyag na Zambales; Ілоко: Probinsia ti Zambales; таг.: Lalawigan ng Zambales) — провінція Філіппін у регіоні Центральний Лусон на острові Лусон. Адміністративним центром є муніципалітет Іба.

## Географія
Провінція Замбалес межує на північному сході з провінцією Панґасінан, на сході — з провінцією Тарлак, на південному сході — з провінцією Пампанга, на півдні — з провінцією Батаан. На заході омивається Південнокитайським морем. Площа провінції становить 3 645,83 км2. 
Адміністративно поділяється на 13 муніципалітетів та одне незалежне місто. Згідно перепису 2015 року населення провінції становило 590 848 осіб.

### Клімат
Замбалес має два яскраво виражені сезони: сухий з жовтня по червень, і вологий з липня по вересень.

## Економіка
Туризм відіграє важливу роль в економіці провінції. Проте основною галуззю зайнятості населення є сільське господарство. Поширеними сільськогосподарськими культурами є рис, кукурудза, овочі та коренеплоди. Серед населення прибережних зон поширене рибальство.
В провінції розташовані родовища нікелю.